# Assassinats a l'illa
Assassinats a l'illa (original en francès: Meurtres à l'île d'Yeu) és un telefilm francès realitzat per François Guérin i emès l'any 2015 a France 3. Forma part de la col·lecció Assassinats a... Ha estat doblada al català.

## Argument
Anant en vaixell a l'illa de Yeu, en Vendée, Isabelle Bonnefoy, navegadora, i el seu fill Noé, descobreixen, després d'haver interceptat un senyal d'urgència, un cadàver decapitat.

## Repartiment
- Anne Richard: Isabelle Bonnefoy
- Bernard Yerlès: Nicolas Lemeur
- Sébastien Capgras: Noé Bonnefoy
- Fabienne Périneau: Sabine
- Bernadette El Saché: Antoinette
- Martin Pautard: Adjudant Henri Garret
- Garance Mazureck: Anaïs Kerbrat

## Al voltant de la pel·lícula
El rodatge es va realitzar a l'illa de Yeu, en particular amb les tripulacions de la société nationale de sauvetage en mer (SNSM), i als seus voltants. La pel·lícula fa referència a la llegenda del gargourita o de la bruixa d'Oya. Prové d'un fet real, durant l'enfonsament del vaixell espanyol, la Maria Isabella, el juny de 1692. Els nàufrags van portar la plaga a l'illa del poble de Chauvitelières. La audiència de la pel·lícula a França va ser de 3,91 millions de telespectadors(primera difusió) (16.9 % de audiència).